# 후스콜
후스콜은 대만 IT 기업 고고룩(Gogolook)이 개발한 발신자 정보와 전화번호를 관리하는 모바일 애플리케이션으로 전화가 수신될 때 발신자 번호를 알려주기 때문에 업무상 중요한 전화를 식별할 수 있고 원치 않는 전화는 수신을 차단할 수 있다. 이 외에도 전화번호 관리, 번호 및 단어로 발신자 차단, 오프라인 데이터베이스 기능도 갖추고 있다. 안드로이드, 윈도우 폰 그리고 iOS 플랫폼에서도 사용이 가능하며, 인앱 구매 및 업그레이드 추가 비용 없이 무료로 이용할 수 있다.
후스콜은 현지 제휴사 및 인터넷 검색, 사용자 커뮤니티에서 생성된 콘텐츠 간 강력한 네트워크를 기반으로 발신 번호를 식별한다.
아시아 8개국에서 2013 구글 플레이 스토어 최고의 앱으로 선정되기도 했다.
후스콜은 "who is calling(누구세요?)"에서 착안하여 지어진 이름으로 중화민국, 대한민국, 홍콩, 일본, 타이, 브라질 등 전 세계 31개국에서 무료로 다운로드 받을 수 있다.

## 역사 및 발전
후스콜 애플리케이션의 컨셉은 고고룩의 공동 창업자 3인이 각자 다른 일을 하면서 주말과 남는 시간을 이용해 다양한 애플리케이션을 구상하던 과정에서 탄생했다. 매주 함께 모여 애플리케이션을 구상하던 중, 어느 날 한 명이 자신의 전화가 울리자, 나머지 두 명에게 모르는 번호라며 인터넷 게시판이나 회사 홈페이지에 전화번호 검색이 가능할 것으로 예상하며 번호 검색을 부탁했다. 이는 번호를 확인하고 통화 준비를 하거나 원치 않는 전화는 무시하기 위해서였다. 그 때 창업자 3인은 앱을 통해 그 기능을 구현할 수 있지 않을까 라는 생각을 하게 된 것이다.
첫 번째 버전의 후스콜 애플리케이션이 2010년 8월에 출시되었고, 많은 일반인 개발앱들 중 하나였던 후스콜은 시작과 동시에 큰 관심을 얻진 못하였다. 그런데 구글의 에릭 슈미츠 회장이 타이완을 방문했을 때 “모르는 발신자 번호를 알려주는 후스콜 애플리케이션이 있습니다. 타이완에서 개발한 앱으로 빠른 성장세를 보이고 있습니다”라며 후스콜을 직접 언급하면서 갑자기 유명세를 타게 되었다.
그 후 2012년 4월 공동 창업자 3인은 다니던 직장을 그만두고 고고룩을 창업하면서 본격적으로 후스콜 애플리케이션에 매달리게 된다. 초기 창업 자금은 트리니티 벤처 캐피털과 엔젤 투자자(신생 기업이나 벤처 기업 투자자들)로부터 지원받았다.

## 주요 기능
1. 발신자번호 식별 기능은 주소록에 등록되어 있지 않은 발신자 정보를 추적할 수 있는 기능으로 업무상 중요한 전화인 경우 미리 준비할 시간을 가질 수도 있고 원치 않는 전화는 무시할 수 있다.
2. 수신전화 차단 기능은 수신자가 버튼 하나로 발신 번호를 차단할 수 있는 기능으로 테그 표시를 이용해 검색 결과에 "Bank"라는 단어가 포함된 전화번호, 081로 시작하는 번호, 해외에서 걸려온 전화 등 사용자 선택에 따라 차단 범위를 설정할 수 있다.
3. 쇼카드 기능은 상대방 휴대 전화 화면에 표시되는 내 발신정보를 설정할 수 있는 기능이다. 즉, 나만의 모바일 명함을 만드는 기능이다.
4. 전화번호부 관리 기능은 전화번호를 항목별로 분류할 수 있는 운영체계에서는 사용할 수 없는 기능이다. 내 휴대 전화의 주소록에 저장하고 싶지 않은 지인이나 연락처를 별도의 목록으로 정리할 수 있다.
5. 오프라인 데이터베이스 기능은 인터넷 연결 없이도 전화번호를 검색할 수 있는 기능으로 굉장히 빠른 검색 속도를 자랑한다. 사용자가 다운로드 여부를 선택할 수 있는 무료 옵션이다.
6. 신속한 전화정보확인 기능은 수천 건에 달하는 텔레마케팅 및 상점 전화번호 정보를 빠르게 확인할 수 있는 기능이다.

## 쇼카드
후스콜의 쇼카드는 4.3 베타버전으로, 사용자가 자신의 발신 정보를 직접 설정할 수 있는 기능이다. 사용자가 자신의 이름이나 회사 이름을 편집할 수 있고 회사 주소, 업무 시간, 사진 등을 쇼카드에 추가할 수 있다. 여기에 설정된 정보는 내 번호가 발신될 때마다 상대방의 휴대전화 화면에 표시되며, 수신자는 수신자 대화상자를 통해 발신 번호와 관계된 여러 정보를 검색할 수 있다.

## 언론 소개 및 수상 이력
후스콜은 테크 크런치,[1] 테크 아시아,[2] 그리고 e27.[3] 등 유명 해외 언론에 소개되었다. 수 많은 호평과 칭찬 후기가 쏟아졌으며 구글 플레이 스토어에서 평균 4.4의 별 등급을 유지하고 있다. TechCrunch, TechinAsia,, e27. 매우 긍정적인 평가를 받았으며 구글 플레이 스토어에서 평균 별 4.4개의 평점을 받았다.
2013년 구글 플레이 타이완이 선정한 2013 혁신 상을 수상했다.
같은 해에 홍콩, 싱가포르, 필리핀, 인도네시아, 베트남, 태국에서 올해 구글 플레이 스토어 최고 애플리케이션으로 선정되었다.

## 주목할 만한 뉴스
2011년 11월 구글의 에릭 슈미츠 회장이 타이완을 방문했을 때 “모르는 발신자 번호를 알려주는 후스콜 애플리케이션이 있습니다. 타이완에서 개발한 앱으로 빠른 성장세를 보이고 있습니다”라며 직접적으로 후스콜을 언급했다.[1]”
2014년 5월 20일 중화민국의 총통인 마잉주의 취임 6주년 기념 연설에서 고고룩은 젊은이의 창의력과 잠재력을 보여주는 대표적인 사례라고 했다.[2]
2014년 4월 유명 인사들이 언론에서 자신의 집 전화번호와 주소까지 발신자 정보에 다 나온다면서 개인정보 유출 문제를 제기하자 후스콜의 개인정보 취급에 대한 우려가 확산되었다. 이에 고고룩은 재빠르게 성명을 통해 개인정보 유출은 절대 없으며 서버에서 개인정보를 수집하거나 저장하지 않는다고 밝혔다. 얼마 후 해당 유명 인사들의 개인정보는 보안이 취약한 정부 서버를 통해 유출되었으며 고고룩이 정보를 가져온 검색 엔진을 통해 이들 개인정보가 공개된 것으로 밝혀졌다. 이후 후스콜은 텔레마케팅 수신 차단 기능뿐만 아니라 개인정보의 유출 가능성을 확인할 수 있는 신뢰할 수 있는 애플리케이션이라는 긍정적인 평가를 받게 되었다.[4]